# Идеальный муж (фильм, 1993)
«Идеальный муж» (исп. El marido perfecto) — фильм по мотивам произведений Фёдора Достоевского.

## Сюжет
Тим Рот в роли Милана, талантливого певца и музыканта, заядлого дуэлянта, сердцееда, эдакого рокового дворянина прошлого века, влюбляется в жену своего друга и соблазняет её, одержав очередную победу. Спустя несколько лет друг приезжает к нему с десятилетней дочерью, и Милан узнает, что настоящим отцом является он. Дочь вскоре умирает от врождённого порока сердца.